# Caspar Decurtins

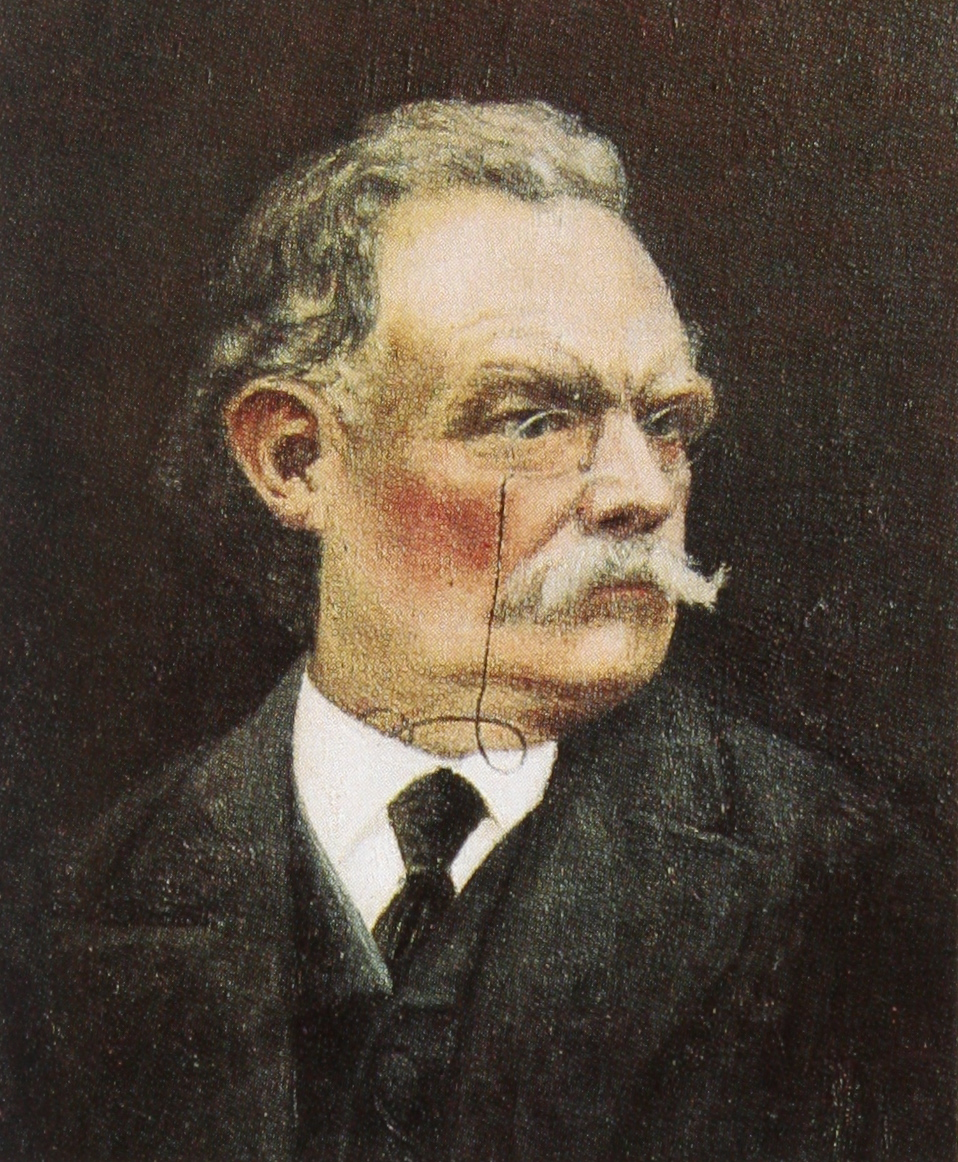
Caspar Decurtins,
der «Löwe von Trun»

Caspar Decurtins (* 23. November 1855 in Trun; † 30. Mai 1916 ebenda) war ein Politiker (Katholisch-Konservative) aus der Surselva im schweizerischen Kanton Graubünden.

## Leben

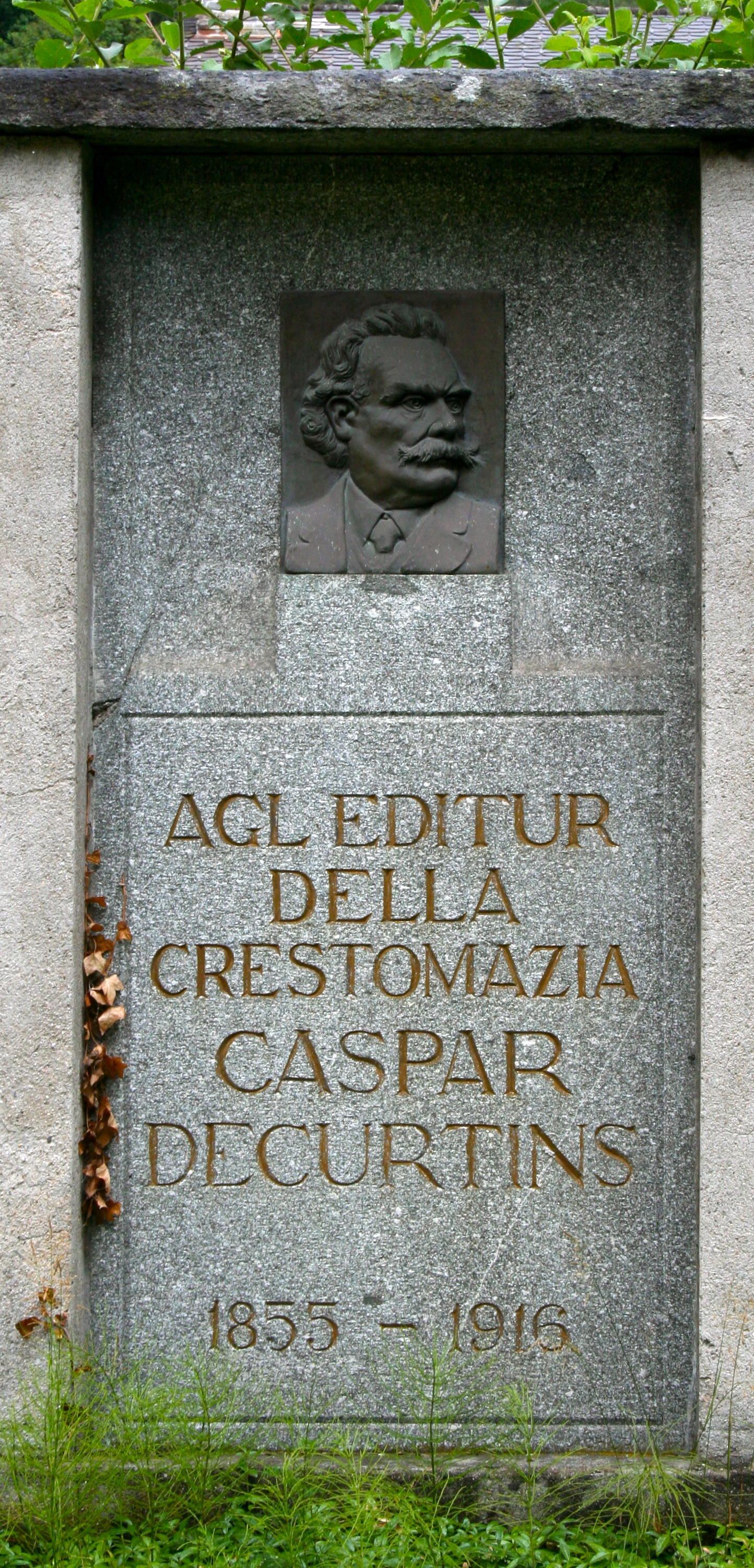
Gedenktafel im Ehrenhof von Trun

Caspar Decurtins war der Sohn des Arztes und Landammanns Luregn Christian Decurtins und der Margreta Caterina Decurtins geb. de Latour. Nach dem Besuch der Gymnasien in Disentis und Chur studierte Decurtins nach 1875 Geschichte, Kunstgeschichte und Staatsrecht in München und Heidelberg, wo er 1876 zum Dr. phil. promoviert wurde. Danach studierte er ein Semester in Strassburg.
1877 kehrte er nach Graubünden zurück und engagierte sich in der Politik. Im Mai 1877 wurde Caspar Decurtins am Cumin (Landsgemeinde) der Cadi in Disentis zum Mistral (Landammann) (1877–1883) und in den Grossen Rat des Kantons (1877–1904) gewählt. Nach den Parlamentswahlen 1881 vertrat Decurtins bis 1905 die Katholisch-konservative Partei im Nationalrat. 
Als Landammann der Cadi führte Decurtins nach 1877 zusammen mit Placi Condrau die Restaurierung des Klosters Disentis durch. Er schaltete die politische Konkurrenz der Katholisch-Liberalen in der Surselva aus und wurde die treibende Kraft hinter der Lavina nera. In den 1890er Jahren schmolz seine Wählerbasis im Kanton zunehmend und Decurtins zog sich enttäuscht aus der Politik zurück.
Im Jahr 1889 hatte Decurtins an der Gründung der Universität Freiburg durch seinen Studienfreund Georges Python entscheidenden Anteil. Von 1905 bis 1913 unterrichtete er als Professor für Kulturgeschichte an der dortigen Philosophischen Fakultät.

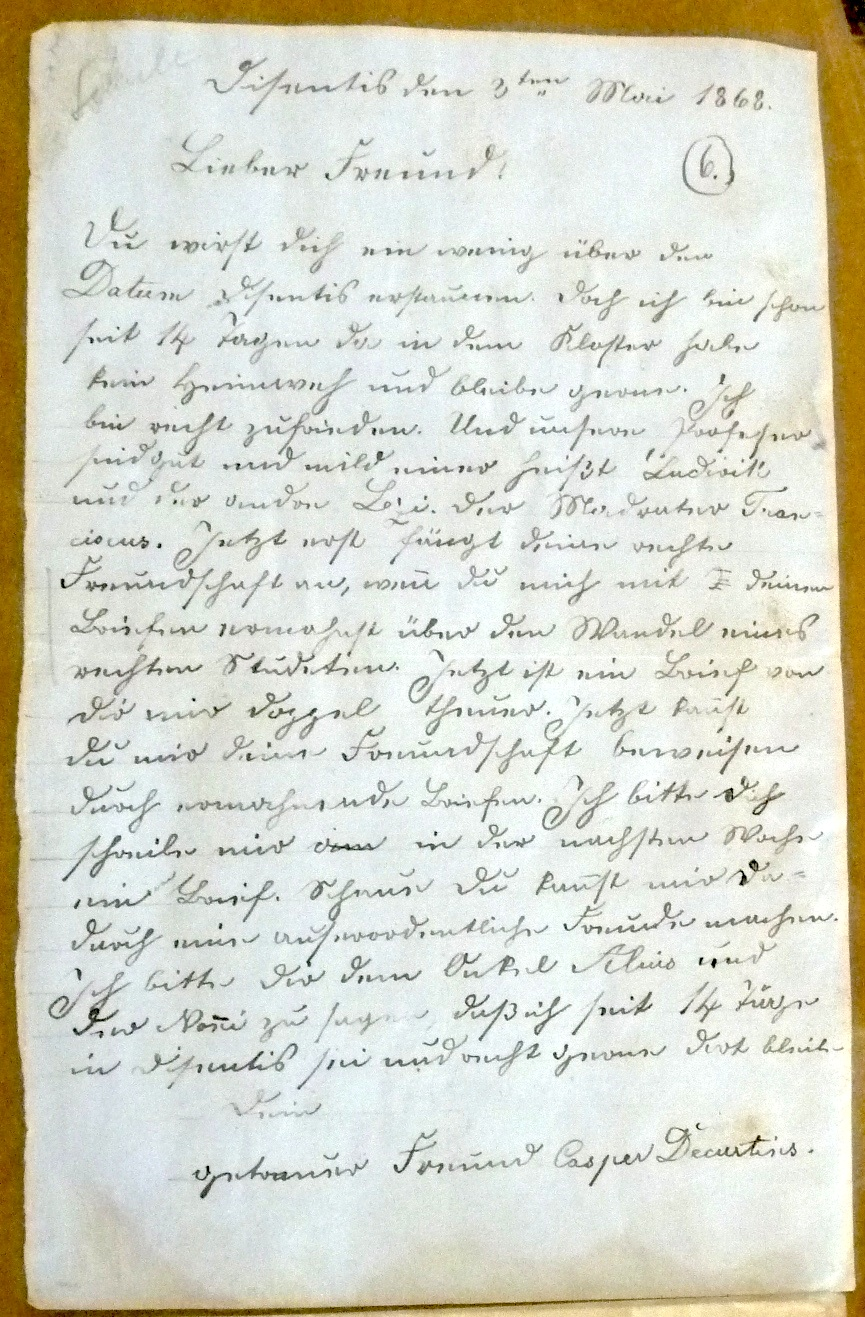
Brief aus dem Jahr 1868

1891 beriet er Papst Leo XIII. bei der Ausarbeitung der Enzyklika Rerum Novarum. Die Enzyklika richtete sich gegen Wirtschaftsliberalismus und den Sozialismus. Im Modernismusstreit wandte er sich mit aller Härte gegen den Kulturkatholizismus, wie ihn Carl Muth vertrat. Papst Pius X. lobte Decurtins' Kampf gegen den „literarischen Modernismus“ in einem vom Osservatore Romano veröffentlichten Schreiben vom 15. September 1910.
1897 war Decurtins Gründungsmitglied des Schweizerischen Bauernverbands und gehörte bis 1909 dem Vorstand an. Im Bündner Lehrmittelstreit der Jahrhundertwende war Decurtins die treibende Kraft des Widerstands gegen die Bündner Regierung.
Als Mitbegründer der Sprachvereinigung «Romania» und Herausgeber der «Rätoromanischen Chrestomathie», einer 13-bändigen rätoromanischen Literatur- und Märchensammlung, setzte er sich stark für seine Kultur und Sprache ein.
Beim jungen Disentiser Pater Maurus Carnot liess Decurtins einen «christlichen Gesinnungsstoff» für die Schule schreiben. Es entstand die deutsche Erzählung «Sigisbert im rätischen Tal», die die Gründung des Klosters Disentis nacherzählt und das bisher vorgeschriebene Lehrwerk «Robinson» ersetzte, das Decurtins für «zu seicht» hielt. 1899 erschien die rätoromanische Version «Sigisbert en Rezia».

## Werke
- Briefe an einen jungen Freund. In: Monatszeitschrift für christliche Sozialreform 1909, 689 ff

## Weblinks

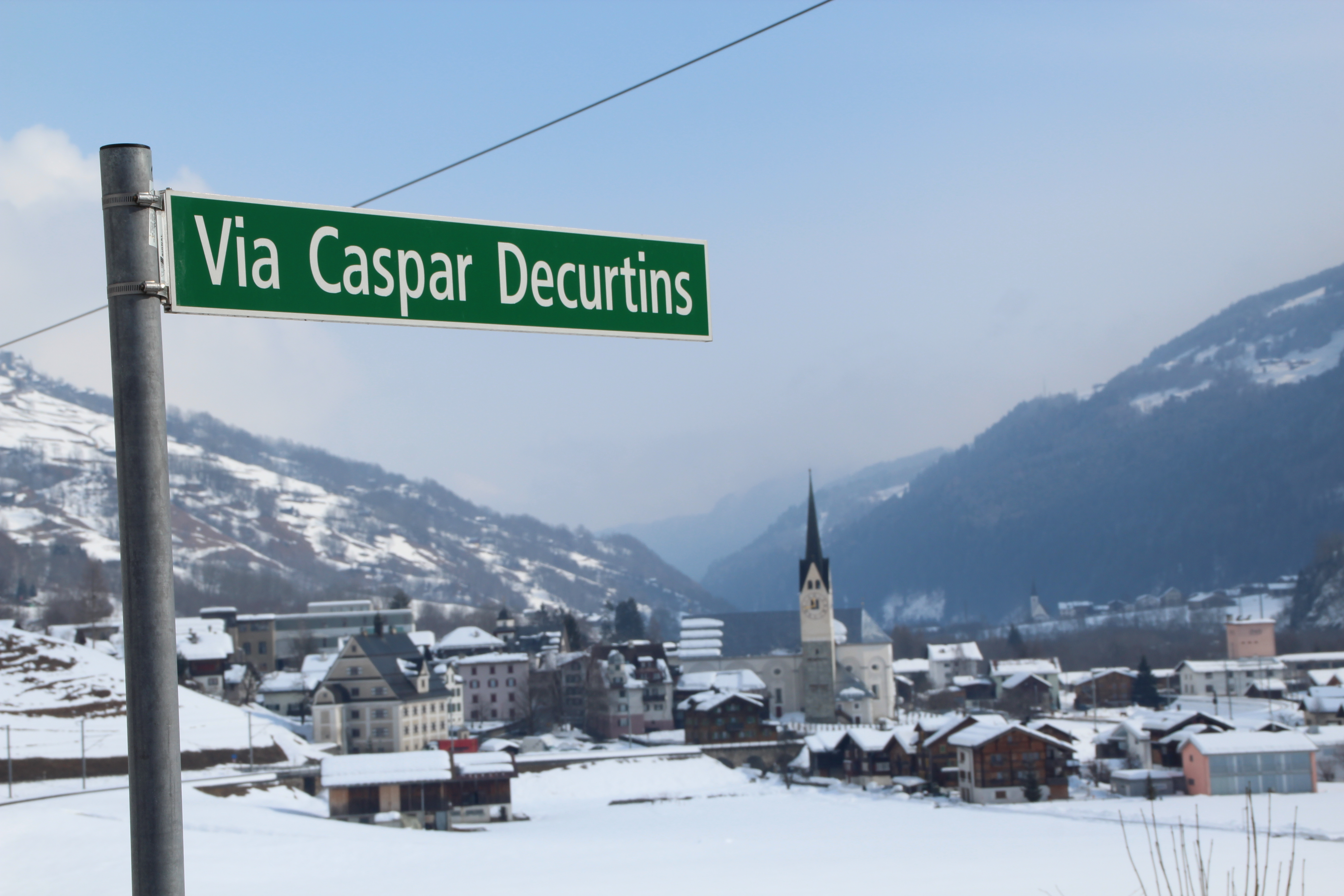
Via Casper Decurtins bei Trun